# Chick Hafey
Charles James Hafey (Berkeley, California, 12 de febrero de 1903-Calistoga, California, 2 de julio de 1973), más conocido como Chick Hafey, fue un jugador profesional estadounidense de béisbol que se desempeñó en la posición de jardinero izquierdo en las Grandes Ligas de Béisbol (MLB). Es miembro del Salón de la Fama del Béisbol.

## Carrera
Hafey jugó como profesional ocho temporadas en St. Louis Cardinals (1924-1931), después pasó a Cincinnati Reds, donde jugó cinco temporadas (1932-1935, 1937), y fue el equipo en el que se retiró.

## Reconocimiento
En 1971, ingresó como miembro al Salón de la Fama del Béisbol.